# 12604 Lisatate
A 12604 Lisatate (ideiglenes jelöléssel 1999 RC194) a Naprendszer kisbolygóövében található aszteroida. A LINEAR projekt keretében fedezték fel 1999. szeptember 7-én.